# Onchidoris evincta
Onchidoris evincta is een slakkensoort uit de familie van de Onchidorididae. De wetenschappelijke naam van de soort werd voor het eerst geldig gepubliceerd in 2006 door Millen als Adalaria evincta.